# Kaspar Dalgas
Kaspar Buhl Dalgas (født 11. maj 1976 i Vejle) er en tidligere dansk professionel fodboldspiller. Hans primære position var i angrebet.

## Spillerkarriere
Han tilbragte sine ungdomsår i Vejle Boldklub, før han debuterede for klubbens seniorhold i april 1995. Her var han i 1996/1997 sæsonen med til at vinde sølvmedaljer til klubben. 
Hans egentlige gennembrud kom dog først i sæsonen 2000/2001, hvor han blev topscorer for Vejle Boldklub, da klubben rykkede op i Superligaen. Flere af hans mål blev scoret på teknisk følte lob, så han i en periode blev hyldet som "lobkongen".
Vejle Boldklubs oprykning blev sikret i en dramatisk 4-2 udesejr over Esbjerg fB på sidste spilledag. Efter sejren var Dalgas ikke med i festlighederne. Han sad tilbage i spillerboksen, og man kunne ane en tåre i øjenkrogen. Dalgas havde på daværende tidspunkt underskrevet kontrakt med Odense Boldklub, og oprykningskampen i Esbjerg blev hans sidste for hjerteklubben  VB.
Skiftet til Odense Boldklub i 2001 viste sig at blive det store gennembrud for Dalgas. I sæsonen 2001/2002 blev han topscorer (delte titlen med Peter Madsen) i Superligaen med 22 mål i 31 kampe. Det skabte interesse hos de store  klubber, og i sæsonen 2001/2002 blev han købt af Brøndby IF, hvor han spillede alle ligakampe i den første sæson. 
Imidlertid blev han ramt af en skade i den efterfølgende sæson og spillede ingen kampe i perioden: april 2004 til november 2005. Han indstillede sin karriere i marts 2006, da en scanning af hans knæ ikke viste nogen helingsproces.
Dalgas nåede at spille en enkelt kamp for det danske U/21-landshold i september 1997 som  VB-spiller.
Dalgas påbegyndte efter fodboldkarrieren en uddannelse, men sprang fra senere og arbejder i dag som pædagogmedhjælper.

## Fodnoter
1. ↑  Kaspar Dalgas stopper karrieren Arkiveret 8. juli 2011 hos  Wayback Machine brondby.com, den 29. marts 2006.